# Syndroom van Loeys-Dietz
Het syndroom van Loeys-Dietz is een aangeboren en erfelijk (autosomaal dominant) syndroom dat wordt gekenmerkt door een verwijding (aneurysma) van de aorta en de slagaders. Andere veelvoorkomende verschijnselen zijn wijd uiteenstaande ogen (hypertelorisme), een schisis of gespleten huig en kronkelende bloedvaten. Verder kent het sterke gelijkenissen met het syndroom van Marfan en het syndroom van Ehlers-Danlos. De genetische oorzaak is gevonden in mutaties van de volgende genen die een rol spelen bij het signaleringstraject van het eiwit transforming growth factor beta (TGFβ): TGFBR1, TGFBR2, SMAD3 and TGFB2. Het syndroom is vernoemd naar de Amerikaanse arts Harry C. Dietz en de Belgische arts Bart L. Loeys die het syndroom gezamenlijk ontdekten in 2005.

## Kenmerken en symptomen
De tabel hieronder geeft de klinische kenmerken weer en de fractie waarmee deze gevonden is bij personen met loeys-dietz, zoals die momenteel bekend zijn in de wetenschappelijke literatuur. Dit betekent dus dat niet al deze kenmerken bij iedereen voorkomen. Zo zijn er sinds de ontdekking van loeys-dietz ook personen gevonden zonder duidelijke uiterlijke kenmerken.
| Gezichts- en schedelkenmerken       | Gezichts- en schedelkenmerken |
| ----------------------------------- | ----------------------------- |
| Craniosynostose                     | 15%                           |
| Hypertelorisme                      | 48%                           |
| Schisis of gespleten huig           | 72%                           |
| Esotropie (scheelzien) of exotropie | 18%                           |
| Blauwe sclera (oogwit)              | 23%                           |
| Skelet- en botkenmerken             |                               |
| Pectusvervormingen                  | 51%                           |
| Gewrichtsverkortingen               | 23%                           |
| Hypermobiliteit                     | 50%                           |
| Arachnodactylie                     | 56%                           |
| Klompvoet                           | 22%                           |
| Platvoet                            | 51%                           |
| Scoliose                            | 70%                           |
| Abnormale halswervel                | 39%                           |
| Huidkenmerken                       |                               |
| Dun, doorzichtig                    | 33%                           |
| Glad, fluweelachtig                 | 23%                           |
| Snel blauwe plekken                 | 24%                           |
| Vertraagde wondgenezing             | 12%                           |
| Hernia                              | 25%                           |
| Vasculaire bevindingen              |                               |
| Kronkelende bloedvaten              | 92%                           |
| Voornamelijk in hoofd- en nekvaten  |                               |
| Halsslagader                        | 55%                           |
| Wervelslagaders                     | 56%                           |
| Intracraniële aders                 | 56%                           |
| Aorta ascendens                     | 5%                            |
| Aortaboog                           | 10%                           |
| Aorta thoracica                     | 4%                            |
| Aorta abdominalis en andere vaten   | 7%                            |
| Aneurysma                           |                               |
| Aorta                               |                               |
| Aortawortel                         | 87%                           |
| Aorta ascendens                     | 27%                           |
| Aortaboog                           | 10%                           |
| Aorta thoracica                     | 15%                           |
| Aorta abdominalis                   | 12%                           |
| Vaten buiten de aorta               | 30%                           |

Verder lijken personen met het syndroom van Loeys-Dietz ook een verhoogde kans te hebben op allergische verschijnselen, zoals astma, voedselallergie, eczeem en hooikoorts.

## Behandeling
De behandeling van het syndroom van Loeys-Dietz is voornamelijk gebaseerd op de kennis omtrent het syndroom van Marfan. Voor de behandeling van aneurysma's heeft het medicijn Losartan momenteel de voorkeur. In onderzoek naar marfanmuizen is gebleken dat Losartan de groei van de aorta sterk vermindert. Verschillende studies naar de positieve effecten van Losartan op aortaverwijdingen bij mensen zijn nu in gang gezet en uit voorlopige uitslagen lijkt deze medicatie goed aan te slaan.
Naast het verstrekken van medicatie blijft het in de gaten houden van de aorta en slagaders erg belangrijk bij mensen met het syndroom van Loeys-Dietz. Wanneer de afmetingen van deze bloedvaten buiten vastgestelde waardes vallen, zijn chirurgische ingrepen noodzakelijk.

## Genetische informatie
Het syndroom van Loeys-Dietz is een erfelijke aandoening. Ongeveer een kwart van de bekende loeys-dietzpatiënten heeft dit doorgekregen van een van de ouders, terwijl ongeveer drie kwart syndroom van Loeys-Dietz heeft naar aanleiding van een de-novomutatie in een van de betreffende genen. Mensen met het syndroom van Loeys-Dietz hebben 50% kans om dit door te geven aan hun kinderen. Hoeveel mensen precies lijden aan het syndroom van Loeys-Dietz is niet bekend, omdat het syndroom zelf nog relatief onbekend is bij artsen en er nog geen centrale databank bestaat.